# Вуркагани
«Вуркагани» — повість українського письменника Івана Микитенка. Написана у 1927 році.

## Сюжет
13-річний Альоша мріє стати скульптором, але через це над ним насміхаються вихованці дитячого будинку приморського міста. Матрос, єдиний його товариш, скоює злочин і тікає з закладу, а потім їде до іншого міста. В Альоші нервовий зрив і він потрапляє до лікарні. Через декілька місяців повертається Матрос і друзі їдуть до столиці з надією, що Альоша буде навчатися в художньому училищі.